# Abaucourt
 Abaucourt  es una población y comuna francesa, en la Región de Gran Este, departamento de Meurthe y Mosela, en el distrito de Nancy y cantón de Entre Seille et Meurthe.

## Demografía
| Gráfica de evolución demográfica de Abaucourt entre 2006 y 2019 |
|                                                                 |

Fuentes: INSEE.

## Políticos
Elecciones Presidential Segunda Vuelta:
| Elección | Elección | Candidato Ganador | Partido | %     |
| -------- | -------- | ----------------- | ------- | ----- |
|          | 2022     | Marine Le Pen     | RN      | 64,20 |
|          | 2017     | Marine Le Pen     | FN      | 56,28 |
|          | 2012     | François Hollande | PS      | 50,25 |
|          | 2007     | Nicolas Sarkozy   | UMP     | 58,29 |
|          | 2002     | Jacques Chirac    | RPR     | 70,10 |